# Карстенов поясоопашат гущер
Карстеновият поясоопашат гущер (Zonosaurus karsteni) е вид влечуго от семейство Gerrhosauridae. Видът не е застрашен от изчезване.

## Разпространение и местообитание
Разпространен е в Мадагаскар.
Обитава гористи местности, ливади и храсталаци.